# Allmannshofen
Allmannshofen település Németországban, azon belül Bajorországban. Lakosainak száma 970 fő (2023. december 31.).

## Népesség
A település népessége az elmúlt években az alábbi módon változott:
| Lakosok száma | 548  | 1068 | 811  | 715  | 817  | 831  | 868  | 875  | 961  | 970  |
|               | 1875 | 1950 | 1975 | 1987 | 2012 | 2014 | 2016 | 2017 | 2021 | 2023 |